# Jean-Baptiste-François-Joseph de Sade
Jean-Baptiste-François-Joseph de Sade (Mazan, Francia, 12 de marzo de 1701-Versalles, 24 de enero de 1767), conde de Sade, padre del marqués de Sade. Fue militar, diplomático y escritor inédito (el marqués de Sade guardaría sus obras siempre muy cerca de él).

## Infancia y juventud
Fue el mayor de los cinco hijos (dos murieron) y las cinco hijas que tuviera Gaspar François de Sade, marqués de Sade, señor de Saumare y de La Coste, co-señor de Mazan, por lo que heredaría los títulos del padre.   
Sus dos hermanos se dedicarían a la carrera eclesiástica, como era costumbre en los "segundones" de aquella época. Jaques-François Paul Aldonse de Sade sería nombrado vicario de Toulouse en 1733, de Narbonne en 1735, para más tarde llegar a la corte, donde permaneció hasta 1752, año en el que se retira a Saumane con el cargo de abad de Saint-Léger d’Ebreuil. En el castillo de Saumane pasará el resto de su vida. Por encargo de su hermano, se encargaría, en su retiro de Saumane, de la educación de su sobrino, Donatien Alphonse François, el futuro marqués de Sade, desde los seis a los diez años. Allí Donatien tendría acceso a una extensa biblioteca, y no le pasarían inadvertidas las actividades licenciosas de su tío. El menor, Richard-Jean-Louis ingresó en la Orden de Malta, y llegaría a ser gran prior de la provincia de Toulouse. De sus cinco hermanas, sólo Henriette Victoire de Sade se casaría; las otras cuatro entrarían en diversos conventos llegando dos de ellas a ser abadesas.
Las primeras referencias que se conocen de Jean-Baptiste datan de su juventud, cuando decide abandonar La Coste y trasladarse a la corte. Se sabe que en septiembre de 1721 ya estaba en París. Pronto se abre paso en la corte, donde se distingue por su afición a las cartas y epigramas mordaces, y se desenvuelve con soltura en los círculos más selectos de Versalles. Sus otros dos hermanos se desplazan también a la corte y, los tres, entablan amistad con Voltaire. Esa amistad será perdurable en los casos de Jean-Baptiste y Jaques-François. Les une su afición por la literatura y asisten a veladas con otros escritores de la época. Jean-Baptiste escribiría, sin llegar a publicar, numerosos poemas, novelas, teatro y hasta tratados de filosofía, obras que su hijo Donatien hizo encuadernar y guardó con celo toda su vida, llegando a agregarle notas la margen. El abad publicó una extensa biografía de Petrarca, siendo conocido por ella (aún hoy pueden encontrarse ejemplares de esta obra). Se sabe que los dos hermanos y Voltaire fueron compañeros de correrías en aquella época, y que se cruzaron correspondencia durante mucho tiempo, al menos hasta 1765.

## Militar y diplomático

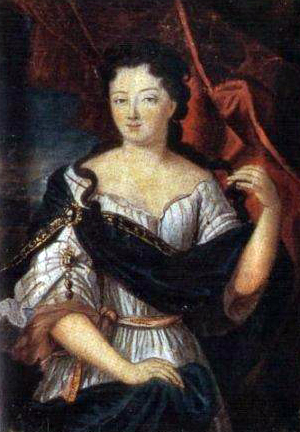
Marie-Éléonore de Maillé.

Inicia la carrera militar llegando a ser Capitán de Dragones en el regimiento del príncipe de Condé, siendo en su palacio donde conoce a la que llegará a ser su esposa, Maillé de Carman, de sangre borbónica, que reside en el palacio en calidad de dama de honor de la princesa de Condé. La boda se celebraría el 13 de noviembre de 1733. Producto de esta unión nacería el 2 de junio de 1740 su único hijo, Donatien Alphonse François, futuro marqués de Sade. 
A los veintiún años desempeña su primera misión diplomática en La Haya. Está documentada otra misión, a los veinticinco, el 1727, en el ducado de Sajonia-Gotha, por encargo del ministro de asuntos exteriores, Chauvelin. La recomendación que se cita a continuación es del barón Bernstorff, ministro danés en la corte de Francia, para que contacte con el capellán del duque: «Le enseñará todo lo que hay que saber [...] Es un hombre de letras que posee una biblioteca bastante buena y, como sé que estimáis el genio de las letras, me tomo la libertad de dirigiros a él, de quien espero quedaréis contento». En esta época traba amistad con el príncipe de Anhalt, hermano de la futura emperatriz Catalina II, con quien mantendrá una correspondencia amistosa y regular. En 1730 es nombrado embajador en la corte de Rusia, pero la muerte del zar Pedro II impide que llegue a tomar posesión de la embajada. Ese mismo año, el ministro y cardenal Fleury lo envía en misión confidencial a Londres. Allí se mueve en los círculos del poder con desenvoltura y, en su interés por conocer las actividades de los jacobitas ingleses, logra ser admitido en una logia masónica integrada por lo más destacado de la aristocracia inglesa. En las campañas de 1734-35 es ayuda de campo del mariscal Villars y, en 1739, el rey le concede el cargo de teniente general de las provincias de Bresse, Bugey, Valromey y Gex, que compra al precio de 135.000 libras, cantidad considerable, pero que conlleva una renta anual de 10 000 libras, así como privilegios y posibilidades de acceso a cargos relevantes. 
El 1741, seis meses después del nacimiento de Donatien, propuesto por el cardenal Freury, el rey lo nombra ministro plenipotenciario ante el elector de Colonia (Austria), el príncipe-arzobispo Clemente-Augusto. En esta misión consigue un gran éxito al materializarse el tratado de Nimphenburg. Según Lely:

Gracias a las negociaciones del conde de Sade, el nuevo emperador (Carlos VII, elegido emperador de Alemania en 1740) concluyó, en mayo de 1741, un tratado de alianza con Francia en Nimphenburg.

Pero a este éxito le sigue un estrepitoso fracaso. El elector despide al conde de Sade y lo envía a Francia. Una carta, de un remitente hoy desconocido para nosotros, advierte al conde de Sade:

He aquí los tres crímenes de lesa majestad de que se os acusa y que han frustrado el presente que os estaba destinado. El primero es vuestra adhesión al emperador, y vuestras quejas expresadas ante él contra la persona del señor. A lo cual se suma el conocimiento que debíais tener de las intrigas en que la corte imperial y la corte de Francia están involucradas con el rey de Prusia. El segundo, vuestro excesivo apego al duque Teodoro, con preferencia al señor, manifestado por vuestra diligencia en procurarle los fondos necesarios para marchar de aquí y negociar la elección del principado de Lieja en detrimento del elector. El tercero, vuestra indiferencia demasiado grande a incitar a la corte de Francia a pagar lo que debe al elector. He aquí tres crímenes enormes que os será muy difícil justificar en vuestra corte. Tened cuidado con esto, Monsieur, porque si se llegara a saber que esta advertencia sale de aquí, comprometeríais a una persona de prestigio, y otra se perdería con ella.
Archivo familiar

Se desconoce si este fracaso fue causado por mantener actitudes personales o por mantener las consignas de la Corona francesa que pudieran ser contrarias a los intereses del príncipe-arzobispo. Todo esto ocurría en diciembre de 1743, y en febrero de 1745 el conde de Sade es nuevamente enviado a Colonia. En todo caso, por las imputaciones que se le hacen en esa época, por las descripciones que de su persona y su gestión nos han llegado de algunos miembros de la corte, queda claro que el conde de Sade en aquella época ya contaba con un buen número de enemigos.
En la corte francesa no había una postura unánime frente a Alemania; diferentes facciones defendían posturas también diferentes y encontradas. Cabe suponer que el conde de Sade, encargado de defender la posición de Francia ante el elector de Colonia, se significase defendiendo una postura en concreto, enemistándose con la facción que apoyara lo contrario. Este tropiezo, grande o pequeño, sería sin duda utilizado por estos. Es entonces cuando llega a los oídos del rey una imputación que habría podido pesar más en su futuro como diplomático que cualquier mala gestión: se le imputó haber hablado mal de Mme de Cháteauroux, la amante del rey. El 15 de diciembre de 1744 su hermano el abad le escribía:

He pasado unos días en Montpellier con el mariscal de Richelieu, que ha sido más amable que nunca conmigo. Hace algún tiempo que me pesaba algo que un día me dijo de pasada respecto a vos. Le pedí más detalles. Me explicó que os habíais burlado de él y de Mme de Cháteauroux, y ello en presencia de algunos amigos de esta dama que se lo habían repetido, y que ella se había enfadado mucho porque había resuelto hacer vuestra fortuna y la de vuestra esposa, que era su amiga, y que había hablado al rey, quien, desde entonces, estaba muy indispuesto contra vos. Le aseguré que no erais capaz de esto, que era pura calumnia, que siempre me habíais dado la impresión de sentir gran afecto por Mme de Cháteauroux y de ser incapaz de ingratitud. Esto es todo lo que pude sacarle.

Aún le escribiría una segunda carta el 26 de enero de 1745:

No puedo deciros nada sobre lo que deseáis saber. No conozco ningún detalle. El hombre que se va a Inglaterra [Richelieu] me dijo solamente que su señor [Luis XV] estaba muy molesto con vos por ciertas palabras que habíais pronunciado sobre la mujer difunta [Mme de Cháteauroux, que acababa de morir a la edad de veintisiete años en el interludio de las dos cartas]. Quise justificaros, se rio en mis barbas, me aseguró que era cierto y me pareció muy ofendido.

Aún en esa incómoda situación, en febrero, tras la muerte de Carlos VII en enero de 1745, el conde de Sade es enviado a Colonia en un intento de imponer como sucesor al heredero bávaro Maximiliano-José en detrimento de la heredera María Teresa. Al poco de salir el conde de Sade hacia Colonia se recibe en París la petición del arzobispo para que «por motivos particulares» sustituyan al embajador. Pero el conde de Sade no llegará a su destino: apenas traspasa la frontera alemana es apresado por las tropas de María Teresa y enviado preso a la ciudadela de Amberes. En Amberes permanecerá preso hasta finales de noviembre, sea por imponderables, sea por la inactividad de la corte francesa. Se conoce la insistencia de su mujer ante al corte de Versalles para que ésta forzase su liberación.
De vuelta a París, Jean-Baptiste ha caído en desgracia y a partir de entonces será relegado a la inactividad o a empleos irrelevantes. Más adelante escribiría:

Lo que me ha impedido hacer fortuna es que siempre he sido demasiado libertino para permanecer en la antecámara, demasiado pobre para poner a los criados al servicio de mis intereses, demasiado orgulloso para rendir homenaje a los favoritos, a los ministros, a la amante [amante del rey][...] He vivido mucho tiempo en el torbellino de las mentiras y las maledicencias. Hasta ahora no he podido gozar de algo que los reyes no podrían dar, porque no poseen: libertad.
 Archivo familiar

Su mujer, la que en otro tiempo le acompañara en sus misiones diplomáticas, sin que se conozca la fecha exacta (cuando su hijo Donatien cuenta cinco o seis años), se aleja de él ingresando en un convento en París.
El 24 de enero de 1767, muere en una casa de Grand-Montreuil, un barrio de Versalles, dejando a Donatien como heredero universal (las joyas y diversos enseres se los legó a su mujer, la biblioteca a su hermano el abad y, como era costumbre en la época, legó pequeñas cantidades de dinero a sus criados). En la casa se encontraron veinticuatro o veinticinco manuscritos de su puño y letra que, a juicio de su consuegro el presidente Montreuil, «bien merecerían ser publicados».